# The Apostles
I The Apostles sono una hardcore/anarcho punk band formata nel 1980.

## Storia degli Apostoles
Nati da William 'Bill'Corbett, Julian Portinari, Dan MaCintyre e Pete Byng-Hall nel 1980, la banda si è completata quando Andy Martin è entrato come cantante nel 1981. Poco dopo è stato raggiunto da Dave Fanning, ex-bassista degli Innocent Bystander e dal batterista scozzese di 14 anni Chris Low, ex dei Political Asylum; la band ha subito numerosi cambi di formazione durante la carriera.
Hanno Ricevuto critiche dalla comunità anarchica a causa del loro modo innovativo di intendere l'anarchia in modo più libertaristico. Nel 1989 Andy Martin dichiarò la sua omosessualità, cosa che gli alienò la simpatia di numerosi fan e nel 1990 la band si sciolse; subito dopo, però, molti dei suoi componenti andarono a formare gli Academy 23.

## Discografia

### Album in studio
- 1983 - Live at the LMC
- 1985 - Punk Obituary
- 1986 - The Lives & Times Of The Apostles
- 1986 - The Acts Of The Apostles In The Theatre Of Fear
- 1986 - How Much Longer?
- 1987 - Equinox Screams
- 1987 - The Other Operation split con Statement
- 1988 - Hymn To Pan

### EP
- 1988 - Blow It Up, Burn It Down, Kick It Till It Breaks!
- 1988 - Rising From The Ashes
- 1988 - The Curse Of The Creature
- 1988 - The Giving Of Love Costs Nothing
- 1988 - Smash The Spectacle
- 1988 - Anathema/The Apostles
- 1988 - Death To Wacky Pop!
- 1988 - No Faith No Fear

### Compilation
- 1990 - J.D.s Top Ten Tape